# Flanß

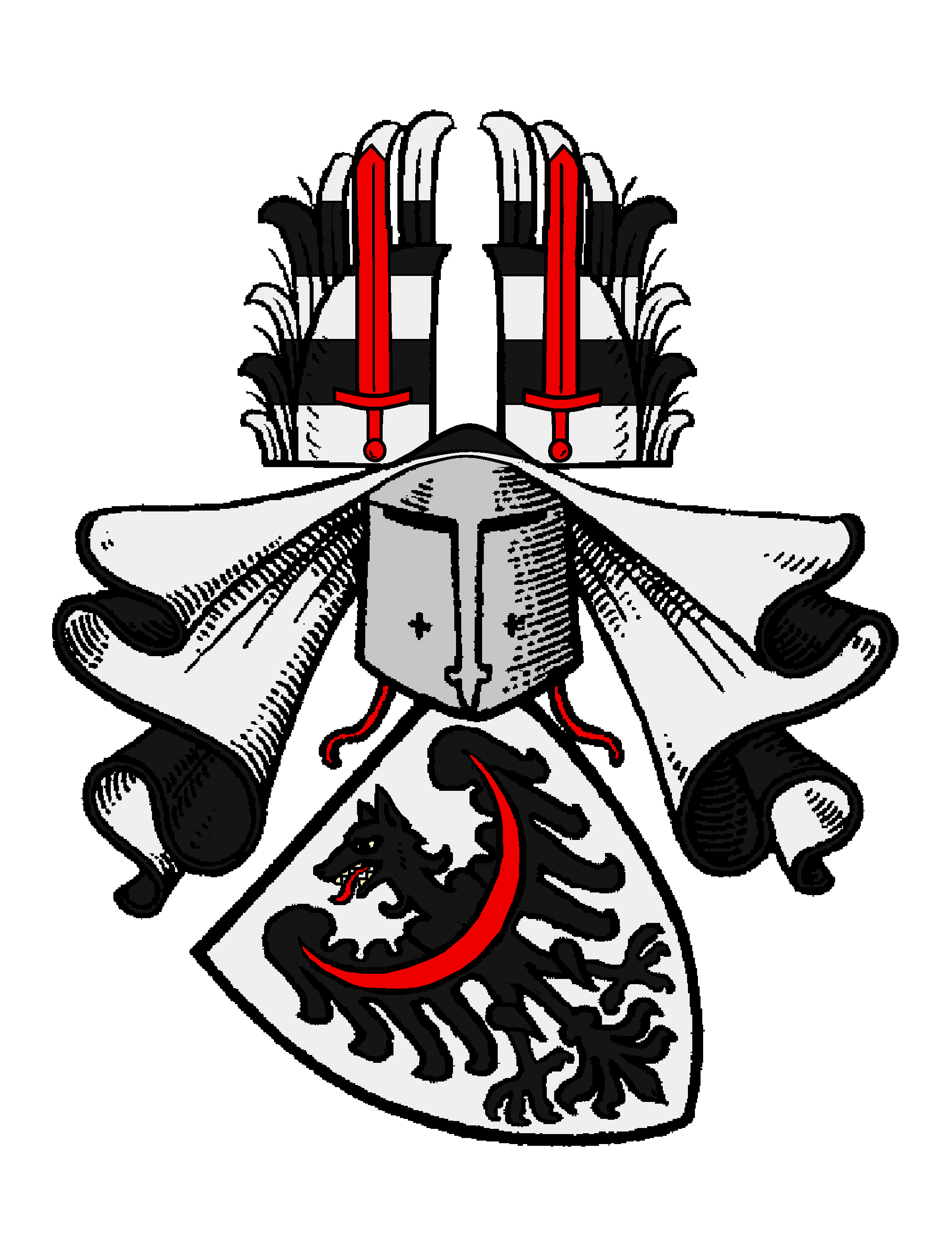
Wappen derer von Flanß

Flanß (Flans, Flanss oder Flanz, in Schlesien auch Pflantz) ist der Name dreier erloschener Adelsgeschlechter, deren Glieder sich nach Meißen, Thüringen, Brandenburg, Preußen, Kursachsen, ins Rheinland nach Schlesien und in die Fürstentümer Reuß ausbreiteten. Obwohl alle drei Familien wappenverwandt sind, ist ein agnatischer Filiationszusammenhang nicht nachgewiesen.

## Geschichte
Die uradligen Flanß nehmen ihren Ursprung in der Grafschaft Orlamünde. Dort sind sie mit Adalbertus Flans Ministeriale des Bischofs von Meißen im Jahre 1154 erstmals urkundlich belegt. Mit Dietrich von Flanß († 1546), Sohn des Erbherrn auf Etzelbach, Kleineutersdorf und Löbschütz Curd von Flanß (1515 †), hat sich ein Stamm nach Brandenburg verpflanzt. Die Brüder Georg und Dietrich wurden nacheinander Amtmänner zu Zossen. Später wurde Dietrich Amtmann in Potsdam und Trebbin sowie kurbrandenburgischer Hofmeister. Unter seinen Söhnen teilte sich das Geschlecht in eine preußische und eine märkische Linie. Erstere besaßen dort unter anderem umfangreiche Güter, etwa zu Wohndorf im Kreis Friedland. In der Kirche Budwethen trug eine Glocke die Inschrift „Zu Zeiten der Hochgeborenen Lehnsherrschaftz von Flans in Königsberg anno 1695 gos mich Gottfried Dornemann“. Die preußische Linie erlosch bald nach 1725 mit dem preußischen Leutnant Georg Christoph von Flanß auf Schönwalde. Die jüngere märkische Linie hat neben weiteren Gütern Baumgarten, Groß Machnow (1494–1621), Wittbrietzen, Rieben, Zauchwitz (1575–1680), Stücken (anteilig, 1599 bis nach 1620) sowie Groß-Ziethen und Klein-Ziethen im Teltow besessen. Dem Hause Wittbrietzen sind der preußische Generalfeldmarschall und Ritter des Hohen Ordens vom Schwarzen Adler Adam Christoph von Flanß (1664–1748) und sein Neffe, der preußische Generalmajor Kurt Friedrich von Flanß (1708–1763) entsprossen. Mit desletztgenannten Sohn, August Ferdinand von Flanß (1754–1804), u. a. Gouverneur des Hof- und Leibpageninstituts in Potsdam, hat der Mannesstamm des Geschlechts seinen Ausgang gefunden.
Die Stammreihe der schlesischen Flanß beginnt in Haynau mit Abel Kaspar Flans († 1658), dessen Enkel Johann von Flanß (1668–1733) mit dem Adelsprädikat auftrat, was im Königreich Preußen nicht beanstandet wurde. Sein Geschlecht breitete sich unter anderem auch ins Rheinland aus, wo die Erbtochter des Adam von Wolff-Metternich das feste Burghaus Aldenrath der Familie zutrug. Ihr Sohn Johann Adam von Flanß erhielt die Burg 1626, jedoch schon 1655 ging die Burg erneut durch Heirat in den Besitz von Graf Wolter Franz von Geul, Freiherr von Hoensbroech über. Der schlesische Stamm blühte noch nach 1850.
Der in Regensburg gebürtige Apothekersohn und sachsen-gothaische Hof- und Kammerrat in Gera Johann Jakob (von) Flanß (1744–1823) wurde am 24. Februar 1787 in Wien in den Reichsadelstand gehoben. Nach dem Tod seiner ersten Frau, Susanna Magdalena Albrecht (1738–1793) vermählte er sich 1794 mit Freiin Wilhelmine Helene Ernestine von Richter (1772–1841). Aus dieser zweiten Ehe gingen fünf Töchter hervor, jedoch nur eine, Luise Henriette Amalie von Flanß (1795–1820), überlebte den Vater. Sie trug die elterlichen Güter Gauern, Brauniswalde, Friedrichswalde, Mielsdorf und Beesdorf, ihrem Gatten Friedrich Wilhelm Ludwig Heinrich Eugen von Reisewitz († 1831), Premierleutnant beim Generalstab, zu.

## Wappen
Das Stammwappen der uradligen und schlesischen Flanß zeigt in Silber einen schwarzen Adler mit den Kopf und Hals eines Wolfes (Wolfsadler), auf der Brust einen roten Halbmond tragend. Auf dem Helm mit schwarz-silbernen Decken ein offener, von Silber und Schwarz viermal geteilter Flug, belegt mit je einem aufgerichteten rotem Schwert.
Das Wappen (1787) zeigt in Silber einen schwarzen Adler mit rechtsgekehrten Wolfskopf, die Brust mit einem silbernen Halbmond belegt. Auf dem Helm mit schwarz-silbernen Decken ein aufgerichtetes rotes Schwert zwischen einem offenen, mit zwei silbernen Balken belegten schwarzen Flug.

## Angehörige
- Georg Flanß, Amtshauptmann zu Zossen, 1494 Erbherr auf Groß Machnow
- Dietrich Flanß, Amtshauptmann zu Zossen, zu Potsdam und 1535 zu Trebbin, kurbrandenburgischer Hofmeister
- Georg von Flanß, Schlosshauptmann zu Köpenick im 16. Jahrhundert, Namensgeber des Flanswegs in Berlin-Köpenick
- Joachim Friedrich von Flanß, Kommissar des Ruppinschen Kreises, Erbherr auf Baumgarten; verheiratet mit Magdalena Eleonora, Tochter des Generals Adam von Pfuel
- Adam Christoph von Flanß (1664–1748), königlich preußischer Generalfeldmarschall und Gouverneur von Memel
- Kurt Friedrich von Flanß (1708–1763), preußischer Generalmajor
- August Ferdinand von Flanß (1754–1804), Gouverneur des Hof- und Leibpageninstituts in Potsdam
- Reinhold von Flanß (1839–1909), evangelischer Geistlicher, Familienforscher und Regionalhistoriker Westpreußens

### Briefadel
- Gothaisches Genealogisches Taschenbuch der Briefadeligen Häuser 1916, Justus Perthes, Gotha 1915, S. 229.